# (4844) Matsuyama
(4844) Matsuyama est un astéroïde de la ceinture principale.

## Description
(4844) Matsuyama est un astéroïde de la ceinture principale. Il fut découvert le 23 janvier 1991 à Kushiro par Seiji Ueda et Hiroshi Kaneda. Il présente une orbite caractérisée par un demi-grand axe de 2,56 UA, une excentricité de 0,22 et une inclinaison de 6,0° par rapport à l'écliptique.

## Compléments